# Siti di interesse comunitario dell'Emilia-Romagna
I siti di interesse comunitario (SIC) dell'Emilia-Romagna, individuati in base alla Direttiva Habitat (Direttiva 1992/43/CEE) e appartenenti alla rete Natura 2000, sono in tutto  139, di questi 67 sono anche zona di protezione speciale (ZPS) individuate ai sensi della Direttiva Uccelli (Direttiva 2009/147/CE).

## Elenco dei siti
| Definizione dell'area                                                                       | Immagine | Codice Natura 2000 | Sup. (ha)            | Coordinate                  | Note                                                                                    |
| ------------------------------------------------------------------------------------------- | -------- | ------------------ | -------------------- | --------------------------- | --------------------------------------------------------------------------------------- |
| Abbazia di Monteveglio                                                                      |          | IT4050016          | 882                  | 44°27′54″N 11°04′44″E       |                                                                                         |
| Abetina Reale, Alta Val Dolo                                                                |          | IT4030005          | 3440                 | 44°15′49″N 10°27′30″E       | È anche ZPS                                                                             |
| Cascata dell'Acquacheta                                                                     |          | IT4080002          | 1654                 | 44°01′19″N 11°41′44″E       | È anche ZPS                                                                             |
| Alpesigola, Sasso Tignoso e Monte Cantiere                                                  |          | IT4040005          | 3762                 | 44°14′44″N 10°34′42″E       | È anche ZPS                                                                             |
| Alta Valle del Torrente Sintria                                                             |          | IT4070016          | 1173                 | 44°09′24.12″N 11°37′44.04″E |                                                                                         |
| alto Senio                                                                                  |          | IT4070017          | 1015                 | 44°11′52.08″N 11°32′57.12″E |                                                                                         |
| Aree delle risorgive di Viarolo, Bacini di Torrile, Fascia golenale del Po                  |          | IT4020017          | 2622                 | 44°55′47″N 10°19′19″E       | È anche ZPS                                                                             |
| Bacini di Russi e Fiume Lamone                                                              |          | IT4070022          | 132                  | 44°23′09.89″N 12°00′40.87″E | È anche ZPS                                                                             |
| Bacino dell'ex-fornace di Cotignola e Fiume Senio                                           |          | IT4070027          | 20                   | 44°22′30.08″N 11°54′58″E    | È anche ZPS                                                                             |
| Balze di Verghereto, Monte Fumaiolo, Ripa della Moia                                        |          | IT4080008          | 2462                 | 43°47′37″N 12°04′48″E       |                                                                                         |
| Barboj di Rivalta                                                                           |          | IT4020023          | 424                  | 44°37′21.72″N 10°19′35.76″E |                                                                                         |
| Bardello                                                                                    |          | IT4070002          | 100                  | 44°32′18″N 12°14′17″E       | È anche ZPS                                                                             |
| Basso Taro                                                                                  |          | IT4020022          | 1005                 | 44°58′53.4″N 10°13′56.64″E  | È anche ZPS                                                                             |
| Basso Trebbia                                                                               |          | IT4010016          | 1336                 | 44°59′15″N 9°35′30″E        | È anche ZPS                                                                             |
| Belforte, Corchia, Alta Val Manubiola                                                       |          | IT4020013          | 1474                 | 44°30′01″N 9°54′18″E        |                                                                                         |
| Biotopi di Alfonsine e Fiume Reno                                                           |          | IT4070021          | 472                  | 44°31′28″N 11°58′11″E       | È anche ZPS                                                                             |
| Biotopi e Ripristini ambientali di Bentivoglio, S. Pietro in Casale, Malalbergo e Baricella |          | IT4050024          | 3206                 | 44°41′12.84″N 11°35′57.84″E | È anche ZPS                                                                             |
| Biotopi e Ripristini ambientali di Budrio e Minerbio                                        |          | IT4050023          | 875                  | 44°37′06.96″N 11°33′55.08″E | È anche ZPS                                                                             |
| Biotopi e Ripristini ambientali di Medicina e Molinella                                     |          | IT4050022          | 4021                 | 44°33′42.12″N 11°41′44.16″E | È anche ZPS                                                                             |
| Boschi dei Ghirardi                                                                         |          | IT4020026          | 306                  | 44°30′09.36″N 9°43′40.44″E  |                                                                                         |
| Boschi di Carrega                                                                           |          | IT4020001          | 1277                 | 44°43′21″N 10°12′23″E       |                                                                                         |
| Boschi di San Luca e Destra Reno                                                            |          | IT4050029          | 1953                 | 44°28′21″N 11°17′08.16″E    | È anche ZPS                                                                             |
| Bosco della Frattona                                                                        |          | IT4050004          | 392                  | 44°21′13″N 11°39′40″E       |                                                                                         |
| Bosco della Mesola, Bosco Panfilia, Bosco di Santa Giustina, Valle Falce, La Goara          |          | IT4060015          | 1563                 | 44°52′33.96″N 12°15′50.04″E | È anche ZPS                                                                             |
| Bosco di Sant'Agostino o Panfilia                                                           |          | IT4060009          | 188                  | 44°46′56″N 11°22′53″E       |                                                                                         |
| Bosco di Scardavilla, Ravaldino                                                             |          | IT4080004          | 455                  | 44°08′23″N 12°00′49″E       |                                                                                         |
| Bosco di Volano                                                                             |          | IT4060007          | 400                  | 44°46′55″N 12°15′35″E       | È anche ZPS                                                                             |
| Ca' del Vento, Ca' del Lupo, Gessi di Borzano                                               |          | IT4030017          | 1661                 | 44°35′11″N 10°36′35″E       |                                                                                         |
| Calanchi pliocenici dell'Appennino faentino                                                 |          | IT4070025          | 1098                 | 44°14′28.67″N 11°46′15.96″E |                                                                                         |
| Careste presso Sarsina                                                                      |          | IT4080010          | 507                  | 43°56′23″N 12°06′19″E       |                                                                                         |
| cassa di espansione del fiume Panaro                                                        |          | IT4040011          | 276                  | 44°35′45″N 11°00′08″E       | È anche ZPS                                                                             |
| cassa di espansione del torrente Samoggia                                                   |          | IT4050031          | 145                  | 44°35′51″N 11°11′59.64″E    | È anche ZPS                                                                             |
| casse di espansione del Secchia                                                             |          | IT4030011          | 277                  | 44°39′37″N 10°48′32″E       | È anche ZPS                                                                             |
| Castel di Colorio, Alto Tevere                                                              |          | IT4080015          | 527                  | 43°45′N 12°04′E             |                                                                                         |
| Castell'Arquato, Lugagnano Val d'Arda                                                       |          | IT4010008          | 280                  | 44°50′09.96″N 9°50′03.84″E  |                                                                                         |
| Colli di Quattro Castella                                                                   |          | IT4030024          | 168                  | 44°37′32.16″N 10°27′54″E    |                                                                                         |
| Colombarone                                                                                 |          | IT4040012          | 50                   | 44°37′06″N 10°47′19″E       |                                                                                         |
| conoide del Nure e Bosco di Fornace vecchia                                                 |          | IT4010017          | 580                  | 44°55′13″N 9°41′57″E        | È anche ZPS                                                                             |
| Contrafforte Pliocenico                                                                     |          | IT4050012          | 2627                 | 44°20′29.04″N 11°18′39.96″E | È anche ZPS. Si sovrappone in parte (28%) alla Riserva naturale Contrafforte Pliocenico |
| parco regionale del Corno alle Scale                                                        |          | IT4050002          | 4974.49, 2560 e 4578 | 44°08′20.04″N 10°51′09.72″E | È anche ZPS                                                                             |
| Crinale dell'Appennino parmense                                                             |          | IT4020020          | 5281                 | 44°23′22″N 10°04′01″E       | È anche ZPS                                                                             |
| Cronovilla                                                                                  |          | IT4020027          | 92                   | 44°39′28.8″N 10°24′42.84″E  | È anche ZPS                                                                             |
| dune di Massenzatica                                                                        |          | IT4060010          | 52                   | 44°53′54″N 12°09′52″E       | È anche ZPS                                                                             |
| dune di San Giuseppe                                                                        |          | IT4060012          | 73                   | 44°43′49″N 12°14′29″E       | È anche ZPS                                                                             |
| Faeto, Varana, Torrente Fossa                                                               |          | IT4040013          | 391                  | 44°27′12″N 10°46′38″E       |                                                                                         |
| Fiordinano, Monte Velbe                                                                     |          | IT4080012          | 505                  | 44°04′45.56″N 12°00′53.89″E |                                                                                         |
| Fiume Enza da La Mora a Compiano                                                            |          | IT4030013          | 705                  | 44°29′38″N 10°19′48″E       |                                                                                         |
| Fiume Marecchia a Ponte Messa                                                               |          | IT4090005          | 265                  | 43°48′52″N 12°13′48″E       | È anche ZPS                                                                             |
| Fiume Po da Rio Boriacco a Bosco Ospizio                                                    |          | IT4010018          | 6151                 | 45°05′45″N 9°45′46″E        | È anche ZPS                                                                             |
| Fiume Po da Stellata a Mesola e Cavo Napoleonico                                            |          | IT4060016          | 3140                 | 44°54′43″N 11°34′51″E       | È anche ZPS                                                                             |
| Fiume Trebbia da Perino a Bobbio                                                            |          | IT4010011          | 352                  | 44°47′41″N 9°25′04″E        |                                                                                         |
| Fontanili di Corte Valle Re                                                                 |          | IT4030007          | 877                  | 44°46′01.92″N 10°31′58.08″E |                                                                                         |
| Fontanili di Gattatico e Fiume Enza                                                         |          | IT4030023          | 773                  | 44°43′48″N 10°26′18.96″E    | È anche ZPS                                                                             |
| Foresta di Campigna, Foresta la Lama, Monte Falco                                           |          | IT4080001          | 4041                 | 43°50′13″N 11°50′02″E       | È anche ZPS                                                                             |
| Gessi Bolognesi, Calanchi dell'Abbadessa                                                    |          | IT4050001          | 4296                 | 44°25′24.96″N 11°25′15.96″E | È anche ZPS                                                                             |
| Gessi di Monte Rocca, Monte Capra e Tizzano                                                 |          | IT4050027          | 226                  | 44°28′00.12″N 11°15′00″E    |                                                                                         |
| Gessi Triassici                                                                             |          | IT4030009          | 1908                 | 44°23′00″N 10°23′19″E       |                                                                                         |
| Golena del Po di Gualtieri, Guastalla e Luzzara                                             |          | IT4030020          | 1131                 | 44°56′58″N 10°39′36″E       | È anche ZPS                                                                             |
| Golena San Vitale e Golena del Lippo                                                        |          | IT4050018          | 69                   | 44°32′46″N 11°18′50″E       |                                                                                         |
| Groppo di Gorro                                                                             |          | IT4020011          | 188                  | 44°31′54″N 9°53′18″E        |                                                                                         |
| Grotte e Sorgenti pietrificanti di Labante                                                  |          | IT4050028          | 4.7                  | 44°15′30.66″N 11°02′13.4″E  |                                                                                         |
| La Bora                                                                                     |          | IT4050019          | 40                   | 44°37′53.04″N 11°12′16.92″E | È anche ZPS                                                                             |
| La Martina, Monte Gurlano                                                                   |          | IT4050015          | 1107                 | 44°13′15″N 11°22′45″E       |                                                                                         |
| Laghi di Suviana e Brasimone                                                                |          | IT4050020          | 1902                 | 44°06′47″N 11°05′18″E       |                                                                                         |
| Manzolino                                                                                   |          | IT4040009          | 326                  | 44°36′51″N 11°07′53″E       | È anche ZPS                                                                             |
| Meandri del Fiume Ronco                                                                     |          | IT4080006          | 232                  | 44°10′23″N 12°05′31″E       |                                                                                         |
| Meandri di San Salvatore                                                                    |          | IT4010006          | 253                  | 44°43′31″N 9°23′10″E        |                                                                                         |
| Media Val Tresinaro, Val Dorgola                                                            |          | IT4030018          | 512                  | 44°29′56″N 10°33′57″E       |                                                                                         |
| Media Valle del Sillaro                                                                     |          | IT4050011          | 1107                 | 44°17′43″N 11°26′31″E       |                                                                                         |
| Medio Taro                                                                                  |          | IT4020021          | 3810                 | 44°44′30.84″N 10°10′30″E    | È anche ZPS                                                                             |
| Monte Acuto, Alpe di Succiso                                                                |          | IT4030001          | 3254                 | 44°20′54″N 10°11′19″E       | È anche ZPS                                                                             |
| Monte Barigazzo, Pizzo d'Oca                                                                |          | IT4020012          | 2525                 | 44°37′04″N 9°47′29″E        |                                                                                         |
| Monte Capra, Monte Tre Abati, Monte Armelio, Sant'Agostino, Lago di Averaldi                |          | IT4010004          | 6273                 | 44°45′59″N 9°28′40″E        |                                                                                         |
| Monte Capuccio, Monte Sant'Antonio                                                          |          | IT4020014          | 900                  | 44°39′20″N 10°01′42″E       |                                                                                         |
| Monte Cimone, Libro Aperto, Lago di Pratignano                                              |          | IT4040001          | 5174                 | 44°10′27″N 10°43′08″E       | È anche ZPS                                                                             |
| Monte Dego, Monte Veri, Monte delle Tane                                                    |          | IT4010013          | 2993                 | 44°37′38″N 9°21′58″E        |                                                                                         |
| Monte dei Cucchi, Pian di Balestra                                                          |          | IT4050032          | 2449                 | 44°10′53.04″N 11°15′16.2″E  | È anche ZPS                                                                             |
| Monte Duro                                                                                  |          | IT4030010          | 411                  | 44°32′30″N 10°32′27″E       |                                                                                         |
| Monte Fuso                                                                                  |          | IT4020015          | 825                  | 44°30′37″N 10°16′06″E       |                                                                                         |
| Monte Gemelli, Monte Guffone                                                                |          | IT4080003          | 13350                | 43°56′56″N 11°44′19″E       | È anche ZPS                                                                             |
| Monte Gottero                                                                               |          | IT4020010          | 1476                 | 44°23′07″N 9°41′42″E        |                                                                                         |
| Monte la Nuda, Cima Belfiore, Passo del Cerreto                                             |          | IT4030003          | 3470                 | 44°18′46″N 10°16′45″E       | È anche ZPS                                                                             |
| Monte Menegosa, Monte Lama, Groppo di Gora                                                  |          | IT4010002          | 3495                 | 44°40′30″N 9°41′46″E        |                                                                                         |
| Monte Nero, Monte Maggiorasca, La Ciapa Liscia                                              |          | IT4010003          | 852                  | 44°33′36″N 9°30′31″E        |                                                                                         |
| Monte Penna, Monte Trevine, Groppo, Groppetto                                               |          | IT4020007          | 1689                 | 44°27′55″N 9°30′15″E        |                                                                                         |
| Monte Prado                                                                                 |          | IT4030006          | 618                  | 44°15′39″N 10°24′08″E       | È anche ZPS                                                                             |
| Monte Prinzera                                                                              |          | IT4020006          | 840                  | 44°38′37″N 10°04′49″E       |                                                                                         |
| Monte Radicchio, Rupe di Calvenzano                                                         |          | IT4050014          | 1382                 | 44°19′15″N 11°07′37″E       | È anche ZPS                                                                             |
| Monte Ragola, Lago Moò, Lago Bino                                                           |          | IT4020008          | 1398                 | 44°36′25″N 9°33′05″E        |                                                                                         |
| Monte Rondinaio, Monte Giovo                                                                |          | IT4040002          | 4848                 | 44°09′14″N 10°34′26″E       | È anche ZPS                                                                             |
| Monte S. Silvestro, Monte Ercole e Gessi di Sapigno, Maiano e Ugrigno                       |          | IT4090004          | 2172                 | 43°51′24″N 12°15′02″E       |                                                                                         |
| Area protetta di Monte Sole                                                                 |          | IT4050003          | 6476                 | 44°18′12″N 11°11′38″E       |                                                                                         |
| Monte Ventasso                                                                              |          | IT4030002          | 2913                 | 44°23′06″N 10°17′35″E       | È anche ZPS                                                                             |
| Monte Vigese                                                                                |          | IT4050013          | 618                  | 44°12′46″N 11°05′38″E       | È anche ZPS                                                                             |
| Monte Zuccherodante                                                                         |          | IT4080005          | 1097                 | 43°48′24″N 11°56′48″E       |                                                                                         |
| Montetiffi, Alto Uso                                                                        |          | IT4080013          | 1387                 | 43°56′26″N 12°16′46″E       |                                                                                         |
| Riserva naturale orientata di Onferno                                                       |          | IT4090001          | 273 e 273            | 43°52′30″N 12°32′51″E       |                                                                                         |
| Ortazzo, Ortazzino, Foce del Torrente Bevano                                                |          | IT4070009          | 1255                 | 44°20′29.13″N 12°18′15.89″E | È anche ZPS                                                                             |
| Parma Morta                                                                                 |          | IT4020025          | 601                  | 44°55′23.88″N 10°27′47.88″E | È anche ZPS                                                                             |
| Pialassa dei Piomboni                                                                       |          | IT4070006          | 464                  | 44°27′54″N 12°16′31″E       | È anche ZPS                                                                             |
| Pialasse Baiona, Risega e Pontazzo                                                          |          | IT4070004          | 1596                 | 44°30′18″N 12°15′24″E       | È anche ZPS                                                                             |
| Pietra di Bismantova                                                                        |          | IT4030008          | 201                  | 44°25′15″N 10°24′53″E       |                                                                                         |
| Pietra Parcellara e Pietra Perduca                                                          |          | IT4010005          | 342                  | 44°50′34″N 9°28′49″E        |                                                                                         |
| Pietramora, Ceparano, Rio Cozzi                                                             |          | IT4080007          | 1957                 | 44°11′05″N 11°55′09″E       |                                                                                         |
| pineta di Casalborsetti, pineta Staggioni, duna di Porto Corsini                            |          | IT4070005          | 578                  | 44°32′12″N 12°16′42″E       | È anche ZPS                                                                             |
| pineta di Cervia                                                                            |          | IT4070008          | 194                  | 44°16′33″N 12°20′13″E       |                                                                                         |
| pineta di Classe                                                                            |          | IT4070010          | 1082                 | 44°20′40.56″N 12°17′01.48″E | È anche ZPS                                                                             |
| pineta di San Vitale, Bassa del Pirottolo                                                   |          | IT4070003          | 1222                 | 44°30′37″N 12°14′07″E       | È anche ZPS                                                                             |
| Podere Pantaleone                                                                           |          | IT4070024          | 9                    | 44°25′37.92″N 11°58′18.12″E |                                                                                         |
| Poggio Bianco Dragone                                                                       |          | IT4040006          | 307                  | 44°18′33″N 10°37′02″E       |                                                                                         |
| Punta Alberete, Valle Mandriole                                                             |          | IT4070001          | 972                  | 44°31′31″N 12°13′08″E       | È anche ZPS                                                                             |
| Rami del Bidente, Monte Marino                                                              |          | IT4080011          | 1360                 | 43°52′54″N 11°52′20″E       |                                                                                         |
| relitto della piattaforma Paguro                                                            |          | IT4070026          | 66                   | 44°23′04″N 12°34′57″E       |                                                                                         |
| Rio Mattero e Rio Cuneo                                                                     |          | IT4080014          | 421                  | 44°03′23″N 12°12′14″E       |                                                                                         |
| Rio Rodano, Fontanili di Fogliano e Ariolo e Oasi di Marmirolo                              |          | IT4030021          | 189                  | 44°38′53.17″N 10°39′13.57″E |                                                                                         |
| Rio Tassaro                                                                                 |          | IT4030022          | 585                  | 44°29′17″N 10°22′27″E       |                                                                                         |
| Roccia Cinque Dita                                                                          |          | IT4010007          | 21                   | 44°38′29″N 9°37′45″E        |                                                                                         |
| Rupe di Campotrera, Rossena                                                                 |          | IT4030014          | 1405                 | 44°34′49.08″N 10°26′03.12″E |                                                                                         |
| Rupi di Rocca d'Olgisio                                                                     |          | IT4010019          | 70                   | 44°54′38.88″N 9°23′48.48″E  |                                                                                         |
| Rupi e Gessi della Valmarecchia                                                             |          | IT4090003          | 2526                 | 43°53′57.84″N 12°18′06.84″E | È anche ZPS                                                                             |
| Sacca di Goro, Po di Goro, Valle Dindona, Foce del Po di Volano                             |          | IT4060005          | 4872                 | 44°48′36″N 12°19′19″E       | È anche ZPS                                                                             |
| Saline di Cervia                                                                            |          | IT4070007          | 1096                 | 44°15′06.12″N 12°19′50.88″E | È anche ZPS                                                                             |
| Salse di Nirano                                                                             |          | IT4040007          | 371                  | 44°30′56.16″N 10°49′18.12″E |                                                                                         |
| San Valentino, Rio della Rocca                                                              |          | IT4030016          | 785                  | 44°32′30″N 10°43′03″E       |                                                                                         |
| Sassi di Roccamalatina e di Sant'Andrea                                                     |          | IT4040003          | 1198                 | 44°23′34″N 10°56′36″E       | È anche ZPS                                                                             |
| Sassoguidano, Gaiato                                                                        |          | IT4040004          | 2419                 | 44°17′26″N 10°50′43″E       | È anche ZPS                                                                             |
| Selva di Ladino, Fiume Montone, Terra del Sole                                              |          | IT4080009          | 222                  | 44°11′37″N 11°59′37″E       |                                                                                         |
| Torrazzuolo                                                                                 |          | IT4040010          | 132                  | 44°41′28″N 11°05′31″E       | È anche ZPS                                                                             |
| Torrente Stirone                                                                            |          | IT4020003          | 2747                 | 44°50′17″N 9°56′56″E        |                                                                                         |
| Torriana, Montebello, Fiume Marecchia                                                       |          | IT4090002          | 2472                 | 43°58′43″N 12°22′32″E       |                                                                                         |
| Val Boreca, Monte Lesima                                                                    |          | IT4010012          | 4724                 | 44°39′07″N 9°14′42″E        |                                                                                         |
| Val d'Ozola, Monte Cusna                                                                    |          | IT4030004          | 4878                 | 44°17′27″N 10°22′30″E       | È anche ZPS                                                                             |
| Valle Bertuzzi, Valle Porticino - Canneviè                                                  |          | IT4060004          | 2691                 | 44°47′15″N 12°13′11″E       | È anche ZPS                                                                             |
| Valli di Argenta                                                                            |          | IT4060001          | 2904                 | 44°35′18.96″N 11°49′28.92″E | È anche ZPS                                                                             |
| Valli di Comacchio                                                                          |          | IT4060002          | 16781                | 44°37′09.84″N 12°10′41.16″E | È anche ZPS                                                                             |
| Valli di Novellara                                                                          |          | IT4030015          | 1982                 | 44°53′30.84″N 10°45′20.16″E | È anche ZPS                                                                             |
| Vena del Gesso Romagnola                                                                    |          | IT4070011          | 5538                 | 44°15′57.96″N 11°38′51″E    | È anche ZPS                                                                             |
| Vene di Bellocchio, Sacca di Bellocchio, Foce del Fiume Reno, Pineta di Bellocchio          |          | IT4060003          | 2244                 | 44°36′27″N 12°15′41″E       | È anche ZPS                                                                             |
| Versanti occidentali del Monte Carpegna, Torrente Messa, Poggio di Miratoio                 |          | IT4090006          | 2139                 | 43°48′00″N 12°16′00.12″E    | È anche ZPS                                                                             |